# Институт кибернетики имени В. М. Глушкова
Институт кибернетики имени В. М. Глушкова НАН Украинской ССР (укр. Інститут кібернетики імені В. М. Глушкова НАН Української РСР) — украинский научно-исследовательский институт, занимающийся решениями фундаментальных и прикладных проблем информатики и вычислительной техники, внедрения их методов и средств в различные сферы человеческой деятельности.
В Институте работает около 500 сотрудников, из них в 21 научных отделах и 3 научно-исследовательских лабораториях работает свыше 300 научных работников, среди которых 13 членов Национальной академии наук Украины, 54 докторов и более 130 кандидатов наук, 8 заслуженных деятелей науки и техники и заслуженных изобретателей Украины.

## История Института
История Института начинается с 1957 года, когда на базе лаборатории вычислительной математики и техники Института математики АН УССР был создан Вычислительный центр АН УССР, реорганизованный в 1962 году в Институт кибернетики АН УССР.
Именно в этой лаборатории в 1950 году во время пребывания её в составе Института электротехники АН УССР под руководством академика С. А. Лебедева была создана первая в СССР и континентальной Европе Малая электронная вычислительная машина «МЭСМ».
С первых годов деятельности в Институте проводились глубокие теоретические исследования в сфере теории оптимизации, абстрактной и прикладной теории автоматов, теории дискретных преобразователей, теории искусственного интеллекта, теории программирования.
Методы и средства кибернетики были распространены на такие науки, как экономика, биология, медицина, исследование сложных систем. Тем самым был заложен фундамент экономической, биологической, технической кибернетики, разработаны эффективные подходы к моделированию и решению сложных многомерных задач.
Вместе с фундаментальными исследованиями важное место в тематике Института было отведено прикладным работам. С целью ускорения практической реализации разработок Института в 1963 г. было создано Специальное конструкторское бюро математических машин и систем с экспериментальным заводом, а в 1980 г. — Специальное конструкторско-технологическое бюро программного обеспечения, которые внесли значительный вклад в воплощение в жизнь достижений Института.
В 60-е годы были заложены основы для создания и внедрения в производство мини-ЭВМ для научных расчётов «Проминь» и семейства машин «МИР».
Результатом работ по созданию управляющих машин была разработка серии ЭВМ широкого назначения «Днепр», специализированных управляющих ЭВМ «Киев» и т. д. Создание первой отечественной машины «Днепр» положило начало развитию промышленного производства управляющих машин. В конце 60-х годов 30 % парка ЭВМ в СССР составляли машины, созданные по разработкам Института.
В 1987 г. передана в серийное производство первая в СССР супер-ЭВМ с макроконвейерной организацией вычислений «ЕС-1766», которая на то время не имела аналогов в мире. Одновременно основано новое направление работ Института в отрасли программирования — разработка теории и программного обеспечения параллельных вычислений.
В 1970—1980 гг. разработаны теоретические основы, практические методы и средства создания мини — и микро-ЭВМ, ориентированных на разные отрасли применения, а также микро-ЭВМ с гибкой архитектурой и высокими технико-экономическими параметрами.
Параллельно с развитием методов и средств создания ЭВМ проводились исследования, связанные с расширением области их применения. Развивались численные методы решения прикладных задач математики, механики, теории фильтрации, ядерной физики, электроники. Важное значение приобрели методы математического моделирования и применения ЭВМ при решении задач автоматического управления.
В 1963 г. В. М. Глушков выдвинул идею объединения вычислительных центров в общегосударственную сеть, построения на этой основе Общегосударственной автоматизированной системы учёта и обработки информации и Республиканской автоматизированной системы.
В конце 60-х годов Институт стал одним из ведущих научных учреждений, работы которого способствовали формированию научно-технической политики в отрасли автоматизации и применения вычислительной техники во многих сферах деятельности.
Были созданы и внедрены уникальные системы автоматизации проектирования в машиностроении, приборостроении, на транспорте. В целом в 60-70 годы в Институте разработано и передано промышленности свыше 30 оригинальных ЭВМ и компьютерных комплексов разного назначения, которые не имели аналогов.
В ходе начатых ещё в 1959 году работ по искусственному интеллекту был создан ряд интеллектуальных систем, в частности распознавание изображений и устного языка.
Разработан и внедрён ряд информационных медицинских, биологических и диагностических систем. В первые годы существования Института создан аппарат «искусственное сердце-лёгкие» для поддержания жизнедеятельности человека во время операций на сердце. В дальнейшем были разработаны и до этого времени широко применяются в медицинской практике для лечения больных приборы «Миотон», «Миостимул» и их модификации.
Значительным событием в жизни Института стало создание первой в мире «Энциклопедии кибернетики».
Благодаря актуальности научной тематики, масштабу и широте исследований, Институт в конце 80-х — начале 90-х годов превратился в комплексное научное учреждение, в состав которого входили собственно Институт кибернетики с учебным центром, Специальное конструкторское бюро математических машин и систем с инженерными центрами, Специальное конструкторско-технологическое бюро программного обеспечения и Вычислительный центр коллективного пользования «Орбита». Он насчитывал 6500 сотрудников, из них более 70 докторов и около 600 кандидатов наук.
В начале 90-х годов, после распада Советского Союза, уменьшился спрос на практические разработки Института, и содержание такого большого учреждения стало проблемным. Было принято решение о структурной реорганизации Института и переориентировании прикладной тематики.
На базе подразделов Института образовались отдельные научно-исследовательские учреждения, объединённые в Кибернетический центр (Кибцентр) НАН Украины, куда сегодня входят:
- Институт кибернетики имени В. М. Глушкова НАН Украины (базовое учреждение),
- Институт проблем математических машин и систем НАН Украины,
- Институт программных систем НАН Украины,
- Институт космических исследований НАН Украины и НКА Украины,
- Институт прикладного системного анализа МОП Украины и НАН Украины и Международный научно-учебный центр информационных технологий и систем НАН Украины и МОП Украины.

За годы существования Института, вместе с работами в отрасли теории и практики создания высокопроизводительных вычислительных машин, средств вычислительной техники и проблемно-ориентированных комплексов разного назначения, здесь интенсивно развивались принципиально новые математические методы оптимизации для решения задач большой размерности, стохастической и дискретной оптимизации, выполнялись работы по теории дифференциальных игр, имитационных методов моделирования и т. д.
Были получены фундаментальные результаты в сфере теории программирования, системного анализа, защиты информации, теории и практики создания баз знаний, систем искусственного интеллекта, общей теории управления, информационных технологий, математического обеспечения для широкого спектра средств вычислительной техники и систем обработки данных, методов прогнозирования.
Одним из важных достижений Института стало создание в 2004—2008 гг. семейства суперкомпьютеров для информационных технологий (СКИТ) — высокоэффективных вычислительных кластерных систем на современной элементной базе.

## Направления исследований
Основными направлениями научных исследований Института сегодня являются:
- разработка общей теории и методов системного анализа, математического моделирования, оптимизации и искусственного интеллекта;
- разработка общей теории управления, методов и средств построения интеллектуальных систем управления разного уровня и назначения;
- создание общей теории вычислительных машин и разработка перспективных средств вычислительной техники, искусственного интеллекта и информатики;
- создание перспективных систем математического обеспечения общего и прикладного назначения;
- разработка новых информационных технологий и интеллектуальных систем;
- решение фундаментальных и прикладных проблем информатизации общества.

## Научные подразделения
Отделение математической кибернетики и системного анализа:
- Отдел теории цифровых автоматов
- Отдел экономической кибернетики
- Отдел интеллектуальных информационных технологий
- Отдел методов негладкой оптимизации
- Отдел математических методов теории надёжности сложных систем
- Отдел математических методов исследования операций
- Отдел методов дискретной оптимизации, математического моделирования и анализа сложных систем
- Отдел оптимизации численных методов
- Отдел автоматизации программирования
- Отдел численных методов и компьютерного моделирования
- Отдел методов и технологических средств построения интеллектуальных программных систем
- Отдел методов системного моделирования
- Отдел оптимизации управляемых процессов
- Отдел математических систем моделирования проблем экологии и энергетики
- Отдел методов комбинаторной оптимизации и интеллектуальных информационных технологий
- Лаборатория высокопроизводительных и распределённых вычислений

Отделение компьютерных средств и систем:
- Отдел видеосистем реального времени
- Отдел микропроцессорной техники
- Отдел сенсорных устройств, систем и технологий бесконтактной диагностики
- Отдел преобразователей формы информации
- Отдел методов индуктивного моделирования и управления
- Отдел проблемно-ориентированных компьютеров и систем
- Отдел математических проблем прикладной информатики
- Лаборатория систем виртуального окружения для организации научных исследований

## Известные сотрудники
- Амосов, Николай Михайлович
- Бакаев, Александр Александрович
- Буркат, Евгений Валерьевич
- Деркач, Виталий Павлович
- Добров, Геннадий Михайлович
- Ермольев, Юрий Михайлович
- Ивахненко, Алексей Григорьевич
- Кухтенко, Александр Иванович
- Летичевский, Александр Адольфович
- Михалевич, Владимир Сергеевич
- Парасюк, Иван Николаевич
- Пшеничный, Борис Николаевич
- Рабинович, Зиновий Львович
- Сергиенко, Иван Васильевич
- Скурихин, Владимир Ильич
- Шкурба, Виктор Васильевич
- Шор, Наум Зуселевич
- Ющенко, Екатерина Логвиновна